# Martin Laue
Martin Laue (* 1984 in Bautzen) ist ein deutscher Schauspieler.

## Leben
Martin Laue verbrachte seine Kindheit und Jugend in der Oberlausitz. Er wuchs in Nechern auf, ging in Baruth zur Schule und machte, bevor er sich für den Schauspielberuf entschied, zunächst eine Berufsausbildung. Mit 19 Jahren verließ er die Oberlausitz und zog zuerst nach Berlin, anschließend dann nach München.
Von September 2007 bis Juni 2011 absolvierte er sein Schauspielstudium an der Otto-Falckenberg-Schule in München. 2009 erhielt er ein Stipendium des Deutschen Bühnen-Vereins Nürnberg für junge deutsche Nachwuchsschauspieler. Während seiner Ausbildung begann er mit ersten Theaterarbeiten. Er spielte an den Münchner Kammerspielen (u. a. 2009; als Erich in Katzelmacher) und am Münchner Residenztheater, wo er u. a. als „Der Drechsler“ in Liliom auftrat.  2011 übernahm er am Theater Erlangen die Rolle des Lysander in der Shakespeare-Komödie Ein Sommernachtstraum in einer Inszenierung von Katja Ott.
Mittlerweile arbeitet Laue schwerpunktmäßig für Film und Fernsehen. Im Kino war er in einer kleinen Rolle in Til Schweigers Komödie Kokowääh 2 (2013) zu sehen. Außerdem spielte er unter der Regie von Gore Verbinski eine kleine Rolle als Krankenpfleger in der internationalen Produktion A Cure for Wellness (2017), bei der Laues Szenen in Berlin und Babelsberg gedreht wurden.
Er wirkte in mehreren Fernsehfilmen und zahlreichen Fernsehserien mit. In der ZDF-Serie SOKO Stuttgart (2010) übernahm er eine Episodenhauptrolle als fanatischer Anführer einer Gruppe von Tierschutzaktivisten. In der 8. Staffel der ZDF-Serie SOKO Wismar (2012) spielte er den tatverdächtigen Verlobten einer bei einem Brandunfall getöteten jungen Frau. In dem Fernsehfilm Toleranz, der im November 2014 im Rahmen der ARD-Themenwoche „Anders als du denkst“ ausgestrahlt wurde, spielte er den früher in der „rechten Szene“ aktiven Freund der Fußballspielerin Karoline Benzko, der weiblichen Hauptfigur des Films. Im Münchner Tatort: Einmal wirklich sterben (Erstausstrahlung: Dezember 2015) hatte er eine Nebenrolle als Arzt, der sich eine Schusswunde anschaut und dem Patienten mitteilt, dass er „durchkommen“ wird.
Er hatte außerdem Episodenrollen in den Fernsehserien Heiter bis tödlich: Akte Ex (2012; als Pressefotograf Florian Brahms), Der Alte (2013; als junger Vater Ralf Schuster), SOKO Wien (2013; als Assistenzarzt Dr. Christoph Inninger), Notruf Hafenkante (2014; als tatverdächtiger Krawallmacher und Junkie Marc Böll) und Heiter bis tödlich: Hauptstadtrevier (2014; als „prolliger“, vorbestrafter Tatverdächtiger Mike Boll). In der ZDF-Krimiserie SOKO Leipzig (Dezember 2015) war er erneut in einer Episodenrolle als Schwiegersohn eines grausam ermordeten reichen Ehepaares zu sehen. In der ZDF-Krimiserie Die Chefin (September 2017) spielte Laue in einer Episodenrolle den Betreuer in einem Jugendcamp für straffällige Jugendliche. In der 21. Staffel der Fernsehserie In aller Freundschaft (Folge 823; September 2018) hatte Laue eine Episodenrolle als Fahrstuhltechniker Christoph Franzke.
Laue lebt in Leipzig.

## Filmografie (Auswahl)
- 2007: Ein starkes Team – Blutige Ernte (Fernsehreihe)
- 2008: Mitte Dreißig (Fernsehfilm)
- 2010: Meine Familie bringt mich um! (Fernsehfilm)
- 2010: SOKO Stuttgart (Fernsehserie, Folge: Giftpfeil)
- 2012: SOKO Wismar (Fernsehserie, Folge: Brandbeschleuniger)
- 2012: Heiter bis tödlich: Akte Ex (Fernsehserie, Folge: Endlich Prinzessin)
- 2013: Kokowääh 2 (Kinofilm)
- 2013: Der Alte (Fernsehserie, Folge: Gekauftes Glück)
- 2013: SOKO Wien (Fernsehserie, Folge: Eine Leiche zuv€iel)
- 2014: Notruf Hafenkante (Fernsehserie, Folge: Der Schein trügt)
- 2014: Heiter bis tödlich: Hauptstadtrevier (Fernsehserie, Folge: Schönheit hat ihren Preis )
- 2014: Toleranz (Fernsehfilm)
- 2014: Seitensprung (Fernsehfilm)
- 2015: Tatort – Einmal wirklich sterben (Fernsehreihe)
- 2015: SOKO Leipzig (Fernsehserie; Folge: Doppelmord)
- 2016: Hubert und Staller (Fernsehserie; Folge: Ein Tattoo für die Ewigkeit)
- 2017: A Cure for Wellness (Kinofilm)
- 2017: Die Lebenden und die Toten (1) – Ein Taunuskrimi (Fernsehfilm)
- 2017: Die Chefin (Fernsehserie; Folge: Glaube, Liebe, Hoffnung)
- 2018: In aller Freundschaft (Fernsehserie; Folge: Verschüttet)
- seit 2023: Tierärztin Dr. Mertens (Fernsehserie)
- 2023: SOKO Leipzig (Fernsehserie; Folge: Joela)